# Josefina Pelliza de Sagasta
Josefina Pelliza de Sagasta (Concordia, 4 de abril de 1848 – Buenos Aires, 18 de agosto de 1888) foi uma poeta, jornalista e escritora argentina. 

## Obras
Pelliza de Sagasta foi uma dos primeiras poetas de Argentina. Entre seus poemas destacam-se Pasionarias e Lirios silvestres. Suas novelas destacadas foram Margarita, La Chiriguana e El César. Dirigiu a revista "La Alborada del Plata", na que realizava críticas sociais, entre outras. Lutou de forma constante a favor dos direitos das mulheres, ainda que manteve a ideia de que elas deviam também ser valorizadas por seus papéis tradicionais na família e na sociedade. Faleceu aos 40 anos de idade.